# Медичина (Пистоја)
Медичина је насеље у Италији у округу Пистоја, региону Тоскана.
Према процени из 2011. у насељу је живело 124 становника. Насеље се налази на надморској висини од 526 м.